# Decorazione d'onore della provincia di Vienna
La Decorazione d'onore della provincia di Vienna (in tedesco: Ehrenzeichen für Verdienste um das Land Wien) è un'onorificenza concessa dallo stato federato austriaco del land di Vienna.

## Storia
La decorazione del land di Vienna è stata istituita per premiare quanti abbiano compiuto servizi speciali nel campo dei lavori pubblici e privati nonché per il benessere generale, per impegni in campo culturale o che comunque abbiano contribuito a promuovere lo sviluppo del land di Vienna. Essa non è da confondere con le onorificenze nazionali concesse da Vienna in quanto città capitale dell'Austria, dal momento che questa decorazione ha carattere prettamente provinciale.

## Classi
La medaglia dispone di sette classi di benemerenza:
- Gran decorazione in oro
- Gran decorazione in oro al merito
- Gran decorazione in argento
- Decorazione in oro
- Decorazione in argento
- Medaglia d'oro
- Medaglia d'argento

La medaglia è costituita da una croce biforcuta d'argento con ciascun braccio smaltato coi colori del land di Vienna (bianco e rosso). Tra le braccia fuoriescono dei raggi in argento. Al centro, all'interno di un'aquila d'oro, si trova lo stemma di Vienna smaltato.
La stella è costituita da una placca in oro a forma di stella raggiante con al centro un grande medaglione smaltato di bianco con impresse in smalto le insegne del land di Vienna.
Il nastro della medaglia è bianco e rosso.
Le onorificenze hanno la particolarità di non poter essere trattenute dalla famiglia dell'insignito dopo la morte di queste, ma devono essere restituite al governo del land di Vienna.

## Insigniti notabili
- Erwin Pröll
- Paul Badura-Skoda
- Plácido Domingo (IV classe)
- Herbert Prohaska (V classe)
- Falco (VI classe)